# Subiendo el Fuji
Subiendo el Fuji (諸人登山 Shojin tozan?, en japonés: Grupo de montañeros) es una estampa japonesa de estilo ukiyo-e, obra del artista Katsushika Hokusai. Fue producida entre 1830 y 1832 como parte de las diez impresiones adicionales de la célebre serie Treinta y seis vistas del monte Fuji, del final del período Edo; a diferencia del resto, no se muestra el monte Fuji desde su cara frontal (encarado hacia el este). Subiendo el Fuji es la única pintura de la serie que no enseña una vista general de la montaña.

## La escalada
El monte Fuji es un elemento importante y significativo de la cultura japonesa. Este se divide en diez estaciones para escaladores entre su base y la cima. Para los nipones la montaña es considerada sagrada desde la Edad Antigua, debido a su altura, belleza e inaccesibilidad. De este modo, todos los años los miembros de las sectas adoradoras del monte realizan la peregrinación hasta la cima, ataviados de ropajes blancos y bastones para escalar. En el período Edo estos viajes fueron más populares, por lo que aumentaron los asentamientos alrededor. En la actualidad, es común la subida al Fuji tanto por motivos religiosos como deportivos. Se ha cuestionado si Hokusai peregrinó a la cima de la montaña, o si esta y otras impresiones de la serie se trataban de «vistas imaginarias basadas en relatos y literatura de viajes disponibles en ese momento».

## Descripción
La escena retrata a varios grupos de alpinistas cerca de la cima del monte, cansados después de «una subida agotadora». Los escaladores, vestidos de blanco, avanzan entre rocas volcánicas escarpadas con ayuda de sus bastones. Sus posiciones son agazapadas y similares entre sí: expresan la dificultad de subir el Fuji. En la esquina superior derecha se encuentra una cueva repleta de personas apiñadas por el frío de la mañana; el cielo de tonos rojizos indica que pronto amanecerá. Hokusai agudiza la textura de las piedras gracias a sus contornos irregulares, los trazos y los puntos acentuados. Entre las crestas se levanta la niebla, lo que genera sensación de altitud.